# ミラージュ・コラージュ
『ミラージュ・コラージュ』は、日本の音楽ユニット、チャラン・ポ・ランタンのメジャー3作目のアルバム。2017年11月1日にavex traxより発売された。

## 概要
フル・アルバムとしては、2014年に発売の『テアトル・テアトル』以来約3年ぶりかつ2作目。アルバムタイトルには、「蜃気楼の中に漂っている、人々が漠然と持つ一見叶わなそうな『夢』のメロディとメッセージを捕まえて、この作品にコラージュしたい」という思いが込められている。
タイアップ曲や他のアーティストに提供した楽曲のセルフカバーなどの全12曲が収録された。「CD+DVD」「CD+Blu-ray Disc」「CD」の3形態で発売され、DVDおよびBlu-ray Discには「お茶しよ」、「猫の手拝借」、「夢ばっかり」の3曲のミュージック・ビデオと、「チャラン・ポ・ランタン ホールツアー2017 "唄とアコーディオンの姉妹劇場" ぎゅっと凝縮ダイジェスト」から大阪市中央公会堂公演のダイジェスト映像が収録された。
ディスクジャケットのデザインは吉田ユニが手がけた。

## チャート成績
2017年11月13日付のBillboard Japan Top Albums Salesでは最高位18位、オリコン週間アルバムチャートでは最高位19位、Billboard Japan Hot Albumsでは最高位30位を獲得。

## 収録曲
| #         | タイトル                 | 作詞・作曲                                      | 編曲                   | 時間  |
| --------- | ------------------------ | ----------------------------------------------- | ---------------------- | ----- |
| 1.        | 「ほしいもの」           | 小春                                            | チャラン・ポ・ランタン | 4:02  |
| 2.        | 「あの子のジンタ」       | 小春                                            | チャラン・ポ・ランタン | 3:35  |
| 3.        | 「お茶しよ」             | 小春                                            | チャラン・ポ・ランタン | 3:10  |
| 4.        | 「いっくよー!」          | - チャラン・ポ・ランタン（作詞） - 小春（作曲） | チャラン・ポ・ランタン | 4:04  |
| 5.        | 「ダンス・ダンス」       | 小春                                            | チャラン・ポ・ランタン | 4:12  |
| 6.        | 「ストロベリームーン」   | もも                                            | フジファブリック       | 4:53  |
| 7.        | 「なれたらなぁ」         | 小春                                            | チャラン・ポ・ランタン | 5:30  |
| 8.        | 「夢を運んだアヒルの子」 | 小春                                            | チャラン・ポ・ランタン | 2:36  |
| 9.        | 「猫の手拝借」           | 小春                                            | チャラン・ポ・ランタン | 2:38  |
| 10.       | 「リンゴはスター」       | - チャラン・ポ・ランタン（作詞） - 小春（作曲） | チャラン・ポ・ランタン | 2:46  |
| 11.       | 「嘘にキス」             | 小春                                            | チャラン・ポ・ランタン | 3:46  |
| 12.       | 「憧れになりたくて」     | 小春                                            | チャラン・ポ・ランタン | 3:26  |
| 合計時間: | 合計時間:                | 合計時間:                                       | 合計時間:              | 44:38 |

| #   | タイトル | 作詞 | 作曲・編曲 | 監督 |
| --- | --- | ---- | ---------- | ---- |
| 1.  | 「お茶しよ」(MUSIC VIDEO) |      |            | もも |
| 2.  | 「猫の手拝借」(MUSIC VIDEO) |      |            |      |
| 3.  | 「夢ばっかり」(MUSIC VIDEO) |      |            |      |
| 4.  | 「オープニング」(「チャラン・ポ・ランタン ホールツアー2017 "唄とアコーディオンの姉妹劇場" ぎゅっと凝縮ダイジェスト」 at 大阪市中央公会堂)                 |      |            |      |
| 5.  | 「バックステージ」(「チャラン・ポ・ランタン ホールツアー2017 "唄とアコーディオンの姉妹劇場" ぎゅっと凝縮ダイジェスト」 at 大阪市中央公会堂)               |      |            |      |
| 6.  | 「寸劇」(「チャラン・ポ・ランタン ホールツアー2017 "唄とアコーディオンの姉妹劇場" ぎゅっと凝縮ダイジェスト」 at 大阪市中央公会堂)                         |      |            |      |
| 7.  | 「時計仕掛けの人生」(「チャラン・ポ・ランタン ホールツアー2017 "唄とアコーディオンの姉妹劇場" ぎゅっと凝縮ダイジェスト」 at 大阪市中央公会堂)             |      |            |      |
| 8.  | 「サイテーな女」(「チャラン・ポ・ランタン ホールツアー2017 "唄とアコーディオンの姉妹劇場" ぎゅっと凝縮ダイジェスト」 at 大阪市中央公会堂)                 |      |            |      |
| 9.  | 「勝手にCMソング「エビフライ」」(「チャラン・ポ・ランタン ホールツアー2017 "唄とアコーディオンの姉妹劇場" ぎゅっと凝縮ダイジェスト」 at 大阪市中央公会堂) |      |            |      |
| 10. | 「勝手にCMソング「蚊取り線香」」(「チャラン・ポ・ランタン ホールツアー2017 "唄とアコーディオンの姉妹劇場" ぎゅっと凝縮ダイジェスト」 at 大阪市中央公会堂) |      |            |      |
| 11. | 「ミュージックサプリコーナー」(「チャラン・ポ・ランタン ホールツアー2017 "唄とアコーディオンの姉妹劇場" ぎゅっと凝縮ダイジェスト」 at 大阪市中央公会堂)   |      |            |      |
| 12. | 「あの子のジンタ」(「チャラン・ポ・ランタン ホールツアー2017 "唄とアコーディオンの姉妹劇場" ぎゅっと凝縮ダイジェスト」 at 大阪市中央公会堂)               |      |            |      |
| 13. | 「季節は廻る」(「チャラン・ポ・ランタン ホールツアー2017 "唄とアコーディオンの姉妹劇場" ぎゅっと凝縮ダイジェスト」 at 大阪市中央公会堂)                   |      |            |      |
| 14. | 「ダンス・ダンス」(「チャラン・ポ・ランタン ホールツアー2017 "唄とアコーディオンの姉妹劇場" ぎゅっと凝縮ダイジェスト」 at 大阪市中央公会堂)               |      |            |      |
| 15. | 「ムスタファ」(「チャラン・ポ・ランタン ホールツアー2017 "唄とアコーディオンの姉妹劇場" ぎゅっと凝縮ダイジェスト」 at 大阪市中央公会堂)                   |      |            |      |

## 曲の解説
1. ほしいもの
本作のリード曲で、ベスト・アルバム『いい過去どり』にも収録された。
ミュージック・ビデオが制作されており、天津木村と武田梨奈が本人役で出演したストーリー仕立ての内容になっている[6]。このミュージック・ビデオは、本作に付属のDVD/Blu-ray Discには収録されず、『いい過去どり』に付属のBlu-ray Discで初収録となった。
2. あの子のジンタ
配信限定シングル。
3. お茶しよ
リード・ボーカルは小春で、ももはハーモニーを担当[7]。
歌詞には、ももがSNSから集めた「若者の間で流行っている言葉」がそのまま使用されている[8][9]。
ミュージック・ビデオが制作されており、ももが監督を務めた。ミュージック・ビデオには藤田ニコルも登場している[8][9]。
ATEAM「ヴァルキリーコネクト」CMソングとして使用されたほか、九州朝日放送『#タグるヨル』オープニングテーマとしても使用されている。
4. いっくよー!
パーソルテンプスタッフとのコラボレーションによる楽曲で、就業スタッフに感謝の気持ちを伝える「テンプの日（10月2日）」を記念して制作された[10]。
ミュージック・ビデオが制作されている。ミュージック・ビデオではパーソルテンプスタッフの公式キャラクターであるテンプりん。と共演し、メンバー2人はテンプりん。をモチーフとした帽子を着用して登場している[10]。
5. ダンス・ダンス
6. ストロベリームーン
演奏と編曲でフジファブリックが参加[8]。ももは、かねてよりフジファブリックに興味を持っていて、フジファブリックが参加することで楽曲がもっとよくなると感じたことから、チャラン・ポ・ランタン側がフジファブリックにオファーしたとのこと[8]。
7. なれたらなぁ
たこやきレインボーが提供した楽曲のセルフカバー[5]。
8. 夢を運んだアヒルの子
9. 猫の手拝借
ミュージック・ビデオには、ももが一人舞台で猫耳をつけて映像が含まれている[8]。
10. リンゴはスター
グリコ「朝食りんごヨーグルト」発売20周年記念した公式テーマソング[11]。
11. 嘘にキス
12. 憧れになりたくて
配信限定シングル。